# Kloster Haydau
Kloster Haydau (lat.: Monasterium in Myrica oder Monasterium Heyda u. ä.) ist eine ehemalige Zisterzienserinnen-Abtei im Ortsteil Altmorschen der Gemeinde Morschen im Schwalm-Eder-Kreis in Hessen. Es ist das in seinem baulichen Bestand am besten erhaltene Kloster der Zisterzienserinnen in Hessen.

## Gründung und Entwicklung
Im Jahre 1232 überfielen Landgraf Konrad von Thüringen und sein Feldhauptmann Friedrich (II.) von Treffurt die kurmainzische Stadt Fritzlar. Sie erstürmten die Stadt, brannten sie nieder und plünderten die Stiftskirche St. Peter. Zur Buße verpflichtet bot Friedrichs Familie dem Fritzlarer Propst Gumbert ihre Stiftung um die Heide, also Haydau, an. Am 23. Januar 1235 bestätigte Propst Gumbert diese Übergabe an die Zisterzienserinnen.
In der Mitte des 14. Jahrhunderts hatte sich das Kloster Haydau nicht nur zu einem geistig-kulturellen, sondern auch einem wirtschaftlichen Zentrum entwickelt, an das die Landgrafen von Hessen Städte und Dörfer verpfändet hatten.

## Aufhebung und spätere Nutzung

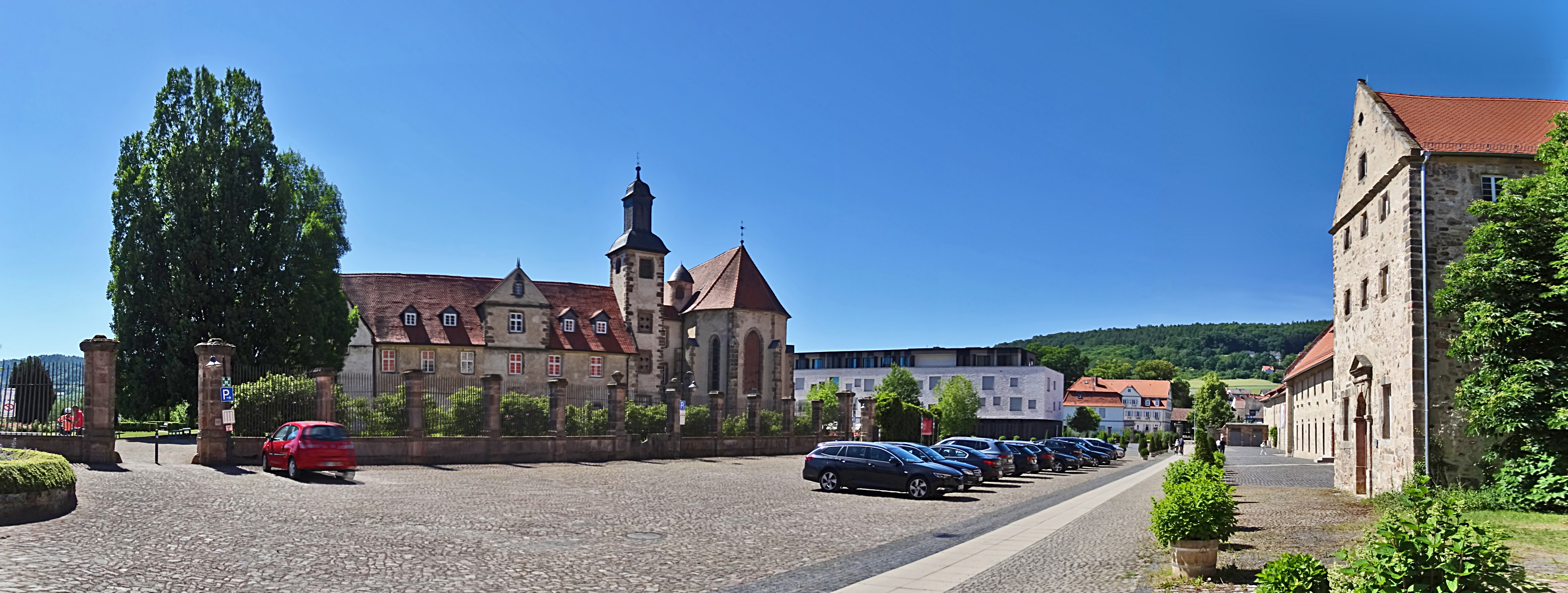
Kloster Haydau

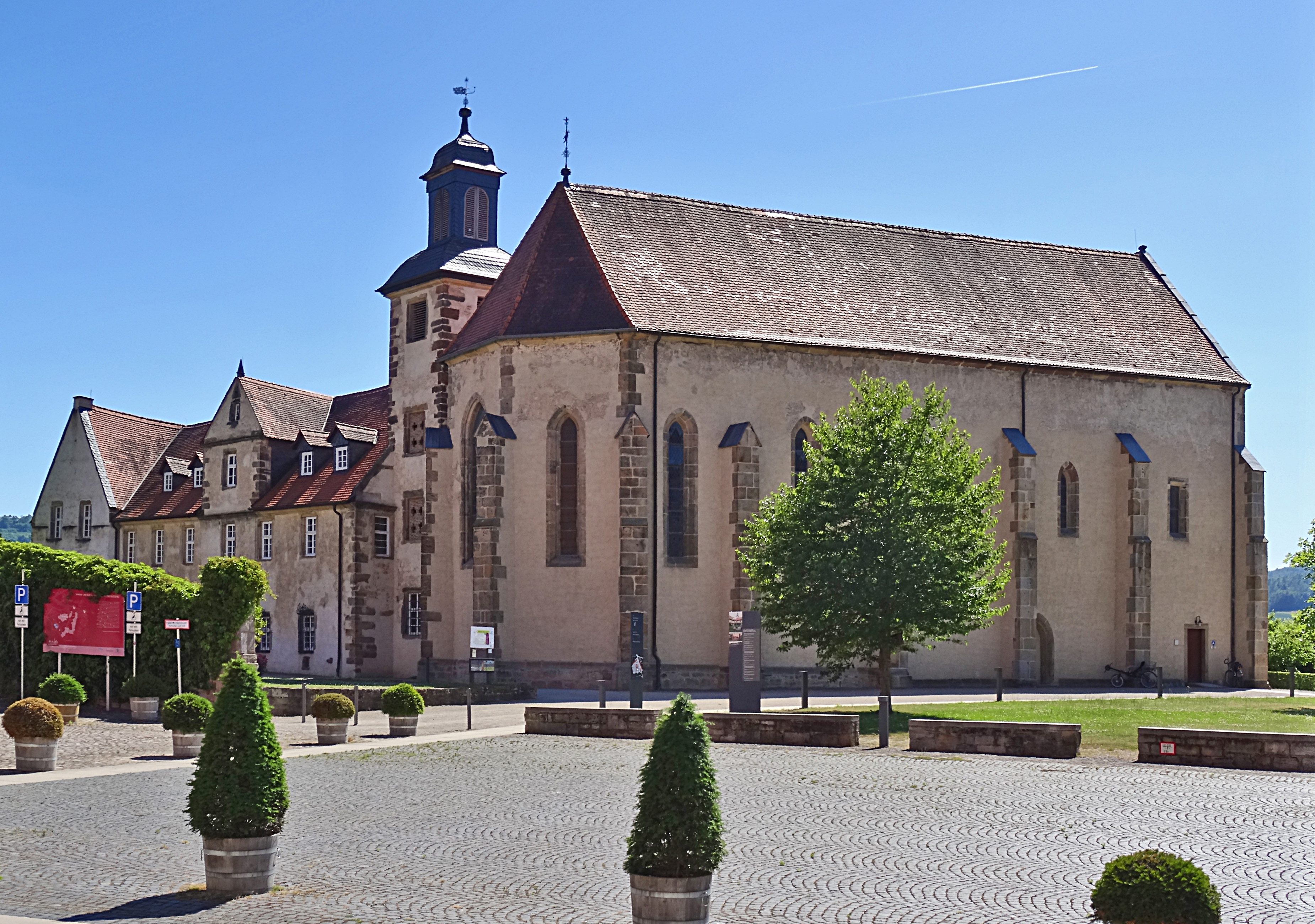
Klosterkirche der Zisterzienserinnen

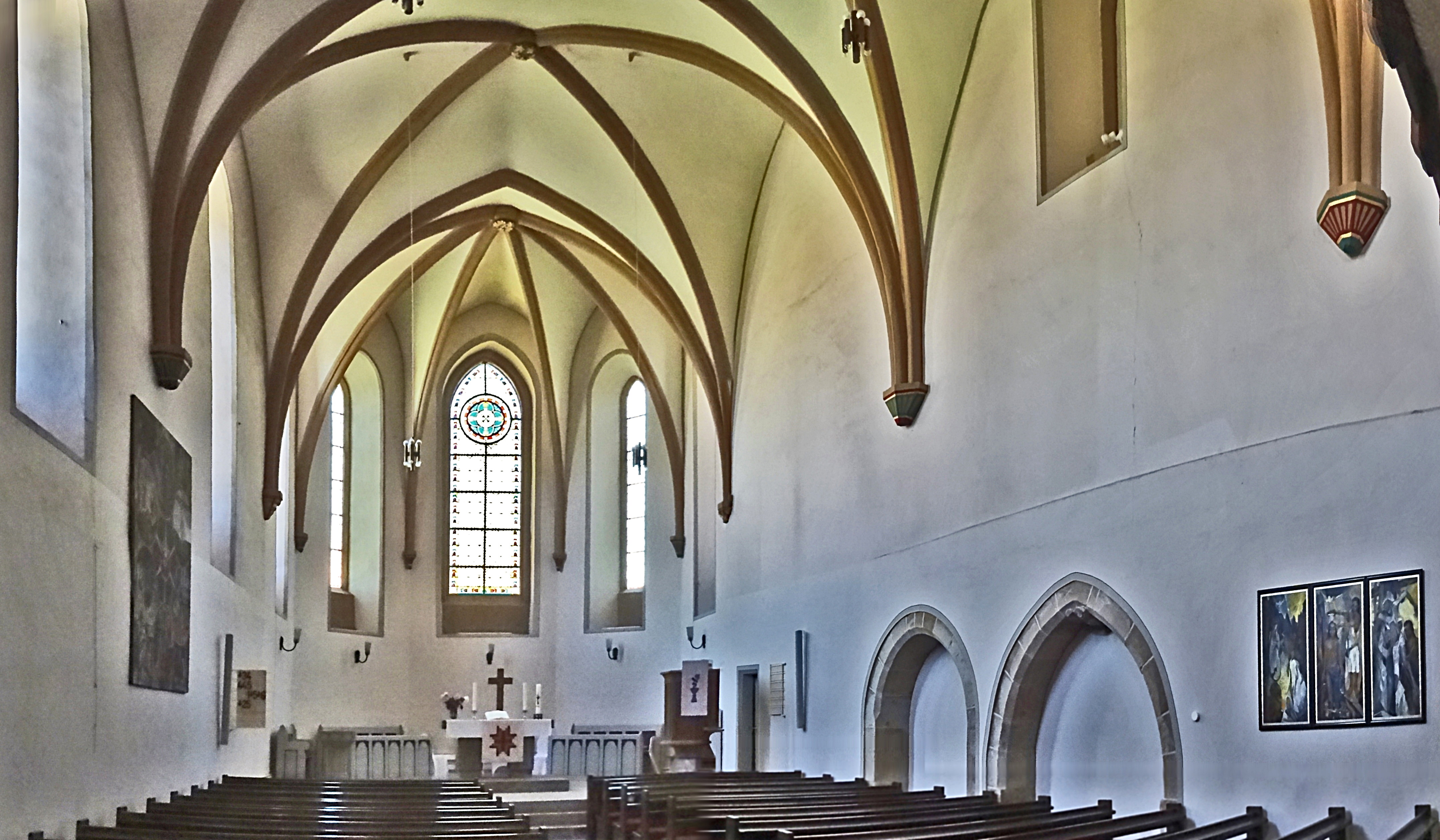
Klosterkirche Innenansicht

1527, nach der Einführung der Reformation in der Landgrafschaft Hessen-Kassel, wurde das Kloster aufgehoben und danach als landgräfliches Jagdschloss genutzt. Zu Beginn des 17. Jahrhunderts fanden unter Landgraf Moritz von Hessen-Kassel umfangreiche Baumaßnahmen statt. Im Rahmen dieses Umbaus entstand der so genannte Engelsaal über dem ehemaligen Refektorium im Südflügel. Er beeindruckt mit seinem prachtvollen Kamin und seiner mit Engeln, Wolken und Blumengebinden bemalten Decke. 1685 wurden unter Landgraf Karl von Hessen erneut Umgestaltungen vorgenommen und die Orangerie erbaut.
Das Kloster Haydau wurde 1830 landwirtschaftliche Domäne und blieb in dieser Nutzung bis 1940.
Ab 1982 wurde das Herrenhaus saniert und anschließend als Rathaus der Gemeinde Morschen genutzt. Von 1985 bis 2001 wurde auch das ehemalige Kloster in einem Modellprojekt der hessischen Landesdenkmalpflege gesichert und saniert.

## Geschichte
Mutmaßlich im Jahr 723 wurde durch Bonifatius in Haydau eine Kapelle errichtet; urkundlich belegt ist diese Überlieferung nicht. Die erste Urkunde stammt von 1235, als am 23. Januar ein Zisterzienserinnenkloster gestiftet wurde. Stifter war Hermann (I.) von Treffurt, Bruder Friedrichs (II.) von Treffurt, der die Eroberung und Zerstörung von Fritzlar mit verursacht hatte. Erste Äbtissin wurde Gertrud von Leimbach aus dem Geschlecht derer von Leimbach, eine Vertraute der hl. Elisabeth von Thüringen. 1319 brannte das Kloster während einer Fehde zwischen den verfeindeten Zweigen der Herren von Treffurt zu Treffurt und zu Spangenberg nieder, wurde aber schon im nächsten Jahr wieder aufgebaut. 1350 verkauften die Herren von Treffurt zu Spangenberg, Hermann IX. und sein Bruder Friedrich, die Herrschaft Spangenberg, mitsamt dem Kloster Haydau an Landgraf Heinrich II. von Hessen. Das Kloster war der reichste Grundbesitzer im Amt Spangenberg. 1384 wurde dem hessischen Landgrafen Hermann II. vom Mainzer Erzbischof Adolf I. Klosterplünderung vorgeworfen, was den Kirchenbann für Hessen zur Folge hatte. Dieser Bann wurde drei Jahre später von Papst Urban VI. wieder gelöst.
Im nahen Kleben ließ das Kloster im 14. und 15. Jahrhundert auf einem Südhang an der Fulda viel Weinbau betreiben. Im Jahr 1493 war das Ansehen des Klosters durch den Sittenverfall der Nonnen stark gesunken, und Landgraf Wilhelm II. ließ, mit Einwilligung des in Spangenberg residierenden Landgrafen Wilhelm I., die bisherigen Nonnen durch Schwestern aus Kentrup in der Mark Brandenburg ablösen. Das Kloster wurde nach einer Visitation des Abts von Walkenried nach den Regeln der Bursfelder Kongregation reformiert. Durch diese Maßnahmen gewann das Kloster wieder an Ansehen.
1514 erfolgte Ablasserteilung durch das Kloster. Die Wallfahrtskapelle Haydau wurde auf dem Kapellenberg gebaut. Drei Jahre später veranstalteten die Nonnen eine Bettelaktion mit Ablassbriefen auf dem Ostermarkt zu Kassel unter Äbtissin Elisabeth von Rheine. Während des Bauernkriegs plünderten 1525 wütende Bauern das Kloster am 24. April. Sie entnahmen Urkunden und Inhalte der Bibliothek, die seitdem als verschollen gelten. 1527 folgte die Auflösung des Klosters, nach der Einführung der Reformation in der Landgrafschaft Hessen. Aus dem Kloster wurde zunächst ein Vorwerk des Landgrafen Philipp des Großmütigen. Die Nonnen wurden abgefunden. Das verbleibende Klostervermögen wurde zur Bezahlung von Schulen, Kirchen, Pfarrern, Siechen- und Krankenhäusern verwendet, zumeist im Raum Melsungen-Spangenberg.
Im Jahr 1556 wurde die erste Dorfschule Niederhessens im Klostergebäude eingerichtet.
Im nächsten Jahrhundert folgten Neubauten. 1606 bis 1608 wurden Wirtschaftsgebäude, das „Burggrafenhaus“ und Teile des „Herrenhauses“ errichtet. Rund zehn Jahre später, 1616 bis 1619, wurde das Klostergebäude zum Jagdschloss umgebaut. Bauherr waren Landgraf Moritz von Hessen-Kassel und dessen zweite Frau Juliane. Der heute bestehende Bau stammt weitgehend aus dieser Zeit. Ende des Jahrhunderts, um 1690, erfolgten noch eine Umgestaltung des Herrenhauses und des Parks und der Bau der Orangerie durch den Hofbaumeister Johann Conrad Giesler, jetzt unter Landgraf Karl und dessen Frau Amalia von Kurland.
1938 bis 1940 kam es zur Auflösung der Domäne. Im Herrenhaus folgte ab 1937 ein erstes Arbeitsdienstlager für Frauen im Kreis Melsungen. Der Grundbesitz wurde parzelliert und als landwirtschaftliche Fläche an Bauern vergeben, die auf Grund von Autobahnbau und Anlegung des Truppenübungsplatzes Schwarzenborn Land verloren hatten. Ab 1940 erfolgte die Unterbringung von polnischen und französischen Kriegsgefangenen in den ehemaligen Kloster- und Nebengebäuden. Drei Jahre später, nach dem verheerenden Luftangriff auf Kassel am 22. Oktober 1943, verlegte die „Hessische Heimat“ ihre Geschäftsräume bis ein Jahr nach Kriegsende in die Klostergebäude.

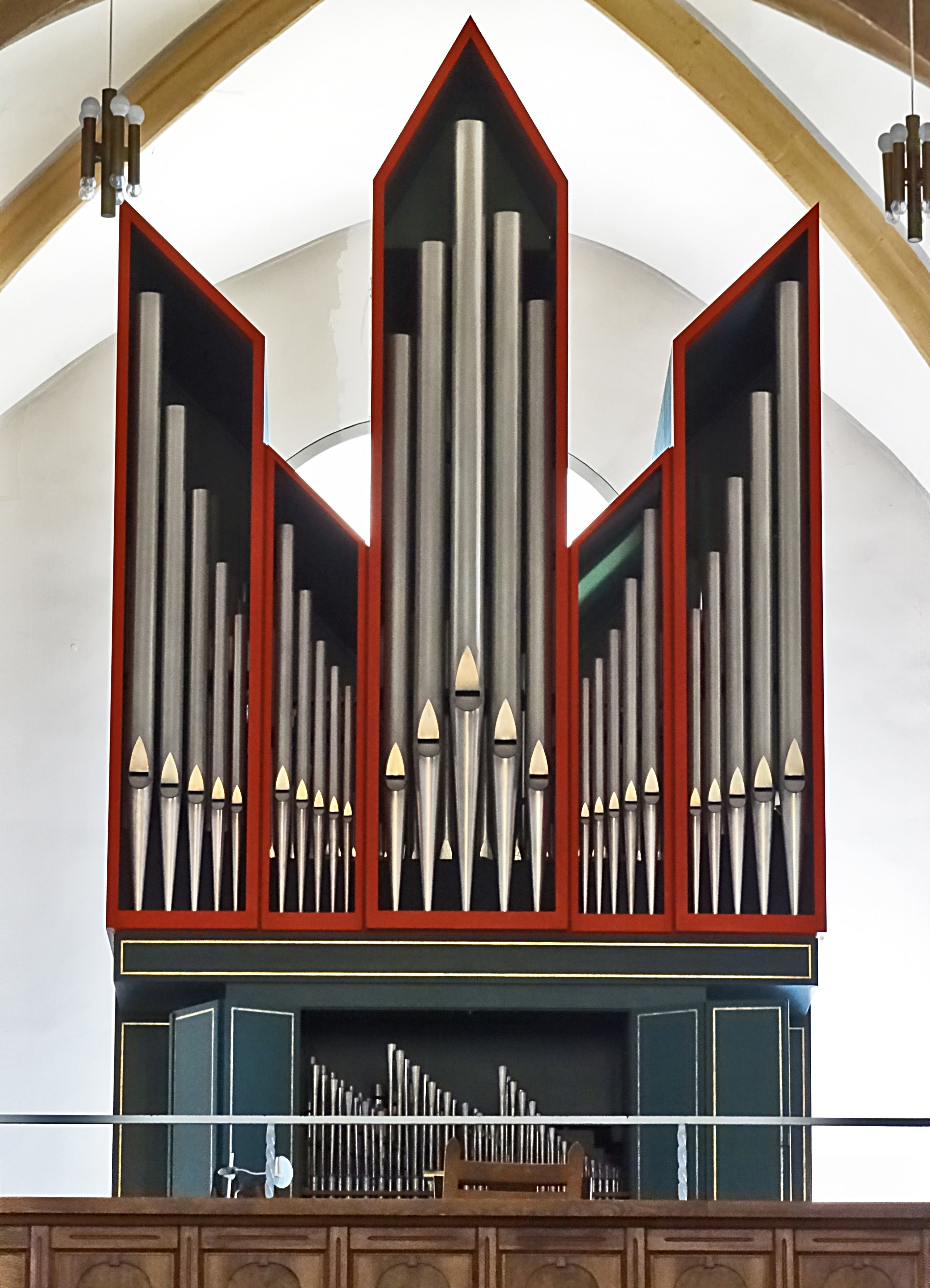
Die Orgel

Im Jahr 1962 wurde die Kirche renoviert. 1977 erhielt sie eine neue Orgel. 1982 wurde das Herrenhaus zum Rathaus der Gemeinde Morschen umfunktioniert. Im Folgejahr wurde die ehemalige Klosterkirche nach grundlegender Renovierung wieder eingeweiht und zwei Jahre später auch die ehemalige Klosteranlage saniert. Die Fertigstellung erfolgte 2001, als auch die erneute Weihung stattfand.
Im Jahr 2009 wurde das Ensemble in das European Garden Heritage Network aufgenommen.

## Heutige Nutzung
Unter dem Motto „Leben – Begegnungen – Perspektiven“ wird das ehemalige Kloster Haydau heute für Tagungen, Kongresse, Kunst, Kultur, Hochzeiten und Familienfeiern genutzt. Jährlich finden Konzerte, Ausstellungen, Seminare, Theater, Lesungen, Symposien statt. Auf dem Gelände befindet sich ebenfalls ein freistehender Neubau mit Hotelnutzung.